# ديفيد جريناواي
ديفيد جريناواي (بالإنجليزية: David Greenaway)‏ (20 ديسمبر 1886 في المملكة المتحدة - 1946) هو لاعب كرة قدم بريطاني (وحمل سابقاً جنسية المملكة المتحدة لبريطانيا العظمى وأيرلندا) في مركز جناح ‏. لعب مع نادي أرسنال.